# Sarbanissa melanura
Sarbanissa melanura är en fjärilsart som beskrevs av Jordan 1912. Sarbanissa melanura ingår i släktet Sarbanissa och familjen nattflyn. Inga underarter finns listade.